# Observatoire Aldershot
L'observatoire Aldershot est un bâtiment circulaire en briques rouges avec un toit en dôme, situé sur  Queens Avenue dans le complexe militaire près d'Aldershot, Angleterre, occupé par l'Armée de terre britannique depuis environ 1854. On y trouve une lunette astronomique de 8 pouces (203 mm) sur une monture équatoriale de type allemande avec un moteur clockwork qui peut fonctionner pendant deux heures sans être remonté. L'observatoire et le télescope ont été offerts par le pionnier de l'aviation Patrick Young Alexander à l'Armée britannique.

### Sources
- Howard N. Cole, The Story of Aldershot: A History of the Civil and Military Towns, Southern Books, 1980 (ISBN 978-0-9507147-0-7)
- Ian Duff, Aldershot’s military Observatory, Hampshire, the county magazine, March 1985.
- Patrick Young Alexander, 1867-1943: Patron and Pioneer of Aeronautics, by Gordon Cullingham, Cross Manufacturing, Bath, England.  (ISBN 0-9509196-0-8).